# Sistem de management al calității
Sistemul de management al calității (SMC) este definit ca fiind un sistem de management prin care se orientează și se controlează o organizație în ceea ce privește calitatea. În același standard (SR EN ISO 9000) este dată o definiție mai extinsă: Sistemul de management al calității este acea parte a sistemului de management al organizației , orientată către obținerea rezultatelor, în raport cu obiectivele calității, pentru satisfacerea necesităților, așteptărilor și cerințelor părților interesate, după caz. O definiție mai dezvoltată este enunțată în Enciclopedia calității (2005) : "Un sistem de management al calității (SMC) este ansamblul proceselor manageriale între care sunt interferențe, al documentelor asociate acestora și al elementelor de natură structurală ale organizației, ansamblu al cărui scop este orientarea și controlul organizației în ceea ce privește calitatea."
Societatea Americană pentru Calitate (American Society for Quality) prezintă următoarea definiție :"Un sistem formalizat care documentează structura, responsabilitățile și procedurile necesare pentru a realiza managementul calității în mod eficace." Arhivat în 4 decembrie 2016, la Wayback Machine.
O definiție alternativă care evidențiază necesitatea îndeplinirii condițiilor de calitate prescrise de standarde internaționale (ISO) a fost propusă în lucrarea : Sistemul de management al calității poate fi definit ca un ansamblu de acțiuni și măsuri planificate referitoare la calitate , care garantează că produsul realizat îndeplinește condițiile de calitate prescrise de o documentație elaborată în conformitate cu standardele europene (EN) sau internaționale (ISO). Dicționarul Business Dictionary.com include următoarea definiție: "Politici colective, planuri, practici și infrastructura de suport prin care o organizație urmărește să reducă și eventual să elimine non-conformitatea cu specificațiile, cu standardele și cu așteptările clienților în modul cel mai eficace ca și costuri și mai eficient."
Dezvoltarea și implementarea sistemului de management al calității include stabilirea politicii referitoare la calitate și a:obiectivelor calității, a planificării calității, a controlului calității, a asigurării calității și a îmbunătățirii calității. Conceptele-cheie ale SMC sunt abordarea activităților ca procese și ținerea sub control a organizației în domeniul calității. Un SMC bazat pe procese înseamnă o abordare a activităților ca procese pentru a manageriza și ține sub control modul în care este implementată politica calității și cum sunt atinse obiectivele calității. Abordarea managementului calității ca proces implică : elemente de intrare, analize, emiterea de directive și decizii referitoare la calitate.
Sintagma „Sistem de management al calității” și inițializarea SMC (în engleză:QMS) au fost inventate în 1991 de Ken Croucher , un consultant englez în management, care lucra în proiectarea și implementarea unui model generic al SMC în industria IT. Ken Croucher a creat un model pentru managementul total al calității în organizațiile tehnice.
Până în septembrie 2017, existau 1.103.487 de certificate ISO 9001 active în 175 de țări din întreaga lume. Primele cinci țări cu cele mai multe organizații certificate ISO 9001 sunt China (176.826), Italia (114.146), Japonia (104.015), Germania (88.585) și India (51.522).
Nu este surprinzător că aceste cinci țări se află și printre primele zece pentru numărul total de certificate ISO de toate tipurile. China conduce cu 2.267.226 de certificate ISO, urmată de Italia (1.294.313), Germania (1.064.301), Japonia (1.059.197) și Statele Unite (817.297).
Pe măsură ce organizațiile continuă să recunoască importanța standardizării și îmbunătățirii continue a proceselor, este de așteptat ca numărul de certificate ISO 9001 să crească în mod constant. Se estimează că până în 2024, numărul de certificări ISO 9001 va depăși 1,2 milioane la nivel global, datorită expansiunii în noi piețe și adopției crescute în industrii diverse, de la tehnologie la servicii de sănătate. Această creștere este alimentată de recunoașterea tot mai mare a standardelor ISO ca fiind esențiale pentru concurența globală și eficiență operațională.
Organizațiile certificate ISO 9001 raportează beneficii semnificative, inclusiv o percepție îmbunătățită a companiei, o cerere mai mare pentru produse și servicii, și o creștere a cotei de piață. Aproximativ 85% dintre acestea observă aceste avantaje, reflectând impactul pozitiv al standardelor de calitate asupra performanței de afaceri. În plus, organizațiile certificate ISO 9001 sunt percepute ca fiind mai competente și, în medie, au salarii cu 7% mai mari, evidențiind valoarea adăugată prin aderarea la aceste standarde recunoscute la nivel global.  

## Standarde în domeniul calității
Organizația Internațională pentru Standardizare (ISO) a elaborat standarde pentru SMC începând din anul 1987, sub forma seriei de standarde ISO 9000:1987. Acestea au fost revizuite de mai multe ori, iar ultima revizuire majoră a fost în anul 2000, creându-se seria ISO 9000:2000.
ISO a aprobat o revizuire minoră, ISO 9001:2008, în 14 octombrie 2008, incluzând în special modificări gramaticale pentru ușurarea traducerii standardului în alte limbi. Arhivat în 20 septembrie 2009, la Wayback Machine.
După revizuirile din anii 2000 și 2006, principalele standarde din familia ISO 9000, adoptate și de România prin Asociația de Standardizare din România (ASRO) sunt :
- SR EN ISO 9000:2006- Sisteme de management al calității.Principii fundamentale și vocabular
- SR EN ISO 9001:2015- Sisteme de management al calității.
- SR EN ISO 9004:2001 - Sisteme de management al calității. Linii directoare pentru îmbunătățirea performanțelor

Pentru implementarea unui SMC pe baza familiei de standarde ISO 9000 este necesar să se utilizeze și alte standarde pentru anumite activități complementare, de exemplu:
- SR EN ISO 19011:2003 -Linii directoare pentru auditarea sistemelor de management al calității și/sau mediului;
- SR EN ISO/TR 10013:2003 -Linii directoare pentru documentația sistemului de management al calității;
- SR EN ISO 10015:2000- Managementul calității. Linii directoare pentru instruire.

Deoarece standardele ISO 9001, respectiv SR EN ISO 9001 sunt standarde generalizate și abstracte, pe parcursul timpului diferite sectoare industriale au dorit să-și standardizeze interpretări proprii asupra cerințelor specifice. Câteva exemple:
AS9000 - standard de bază pentru sistem de calitate în industria aerospațială; se bazează pe ISO 9000, cu 27 cerințe suplimentare, unice pentru această industrie.
ISO/TS 16949:2009, Quality management systems - Particular requirements for the application of ISO 9001:2008 for automotive production and relevant service part organizations; este o interpretare agreată de fabricanții majori de autovehicule, americani și europeni.
Familia de standarde ISO 9000, prezentată mai înainte, a fost elaborată pentru a ajuta organizațiile de orice mărime să implementeze și să conducă eficace sisteme de management al calității. Standardele din familia ISO 9000 sunt cunoscute ca standarde generice care pot fi aplicate de orice organizație, mare sau mică, în orice sector de activitate, indiferent dacă este o întreprindere de afaceri, administrație publică sau departament guvernamental. 
Un sistem de management al calității bazat pe familia de standarde ISO 9000 monitorizează eficacitatea următoarelor aspecte:
- politica referitoare la calitate;
- standardizarea procedurilor;
- identificarea și eliminarea defectelor;
- sisteme pentru acțiunea preventivă și corectivă;
- analiza de management a sistemului.

Dezvoltarea și implementarea unui sistem de management al calității necesită parcurgerea mai multor etape care includ următoarele :
- determinarea necesităților și așteptărilor clienților și ale altor părți interesate;
- stabilirea politicii și obiectivelor organizației referitoare la calitate ;
- determinarea proceselor, a responsabilităților necesare și a competențelor decizionale privind implementarea SMC;
- stabilirea metodelor de măsurare a eficacității și eficienței fiecărui proces;
- utilizarea acestor metode pentru a determina eficiența și eficacitatea fiecărui proces;
- determinarea mijloacelor de prevenire a neconformităților și de eliminare a cauzelor acestora;
- stabilirea și aplicarea unui proces de îmbunătățire continuă a SMC.

După cum se observă, prima etapă constă în determinarea necesităților și așteptărilor clienților, referitoare la calitatea produselor și serviciilor furnizate. Politica și obiectivele organizației reprezintă răspunsul acesteia la necesitățile clienților și părților interesate.
Înainte de parcurgerea etapelor menționate mai sus, orice organizație trebuie să realizeze:
- analiza diagnostic și analiza previzională;
- luarea deciziilor necesare în vederea implementării SMC.

Pentru documentarea, implementarea și menținerea unui SMC, organizația trebuie să managerizeze toate procesele care compun SMC, într-o succesiune după cum urmează:
- să identifice toate procesele sistemului de management al calității și să le aplice în întreaga organizație; procesele necesare SMC ar trebui să includă: procesele activităților de management, procesele de management al resurselor, procesele de realizare a produselor, procesele de măsurare, analiză, audit intern și îmbunătățire, procesul de livrare a serviciului;
- să determine succesiunea și interacțiunea dintre aceste procese;
- să determine criteriile și metodele necesare pentru asigurarea eficacității desfășurării și controlului acestor procese;
- să se asigure de disponibilitatea resurselor și informațiilor necesare pentru a susține desfășurarea și monitorizarea acestor procese;
- să monitorizeze, să măsoare și să analizeze aceste procese;
- să implementeze acțiunile necesare pentru a realiza rezultatele planificate, conform cerințelor clienților și să îmbunătățească continuu aceste procese.

Cerințele pentru sistemele de management al calității sunt specificate în standardul SR EN ISO 9001:2008. Aceste cerințe sunt generale și aplicabile organizațiilor din orice sector industrial sau economic, însă nu sunt cerințe pentru produse. Pentru realizarea produselor, cerințele pot fi specificate de clienți, de organizație ca anticipare a cerințelor clienților sau prin reglementări.
Standardul SR EN ISO 9001 propune un model al SMC bazat pe procese, care stă la baza versiunii 2000 a standardelor din familia ISO 9000. Acest model include patru grupe de procese manageriale : responsabilitatea managementului de la nivelul cel mai înalt, managementul resurselor, procese de realizare a produsului, procese de măsurare, analiză și îmbunătățire (pag.8 din standard).
Pentru servicii profesionale și profesii medicale, managementul calității se bazează pe coduri deontologice specifice.

## Elementele sistemului de management al calității
Elementele (procesele) unui sistem de management al calității sunt structurate pe patru domenii:
- responsabilitatea managementului;
- managementul resurselor;
- realizarea produselor/serviciilor;
- măsurare, analiză și îmbunătățire.

SMC conține: structuri organizatorice ale responsabilităților, procese și resurse, responsabilități, proceduri și dovezi ale rezultatelor. Exprimarea oficială a structurilor organizatorice este dată de obicei în manualul calității . Sistemul de management al calității trebuie să fie planificat și dezvoltat astfel încât să fie capabil să mențină un nivel consistent de control al calității. După implementarea SMC, organizația trebuie să evalueze următoarele aspecte:
- dacă procesele necesare sistemului de management al calității sunt definite și procedurile sunt documentate;
- dacă sunt desemnate responsabilități;
- dacă procesele identificate se desfășoară potrivit procedurilor documentate;
- dacă procesele sunt eficiente, astfel încât să permită obținerea rezultatelor cerute.

Procesele necesare activităților de managementul calității includ: stabilirea politicii referitoare la calitate și a obiectivelor calității, planificarea calității, controlul calității, asigurarea calității și îmbunătățirea calității. Acești termeni sunt definiți în secțiunea următoare.
Responsabilitatea managementului de la cel mai înalt nivel.
Managementul organizației trebuie să prezinte dovezi ale implicării sale pentru dezvoltarea și implementarea sistemului de management al calității.Pentru aceasta este necesară satisfacerea cerințelor standardului SR EN ISO 9001:2008, referitoare la:
a) comunicarea în organizație a importanței definirii și satisfacerii cerințelor clienților;
b) stabilirea politicii referitoare la calitate; această politică trebuie să concorde cu obiectivele organizației și trebuie să fie implementată în organizație;
c) stabilirea obiectivelor calității (care să includă cerințele de calitate pentru produs);
d) planificarea SMC;
e) cerințe referitoare la responsabilitate, autoritate și comunicare;
f) conducerea analizei SMC, efectuată de managementul de la cel mai înalt nivel;
g) să se asigure de disponibilitatea resurselor necesare pentru obiectivele referitoare la calitate ale organizației.
Analiza SMC, efectuată de management. Sistemul de management al calității trebuie analizat la intervale planificate, pentru a se asigura că este eficace. Această analiză trebuie să identifice eventuale oportunități de îmbunătățire, sau de schimbare a SMC.
Elementele de intrare ale analizei sunt: rapoarte de audit, informații de la clienți, performanțele proceselor, stadiul acțiunilor corective și preventive, modificări planificate ale SMC, recomandări de îmbunătățire.
Elementele de ieșire ale analizei trebuie să includă: îmbunătățirea eficacității SMC, îmbunătățirea produsului/serviciului în raport cu cerințele clienților, evaluarea necesității de noi resurse.
Managementul resurselor. Organizația trebuie să asigure, prin managementul de la cel mai înalt nivel, resursele necesare pentru a implementa și a menține sistemul de management al calității. Resursele necesare se referă la:
- resurse umane (identificarea competenței, asigurarea instruirii, evaluarea eficacității instruirii, menținerea de înregistrări referitoare la studii, experiența, instruirea și calificarea fiecărui angajat);
- infrastructura necesară pentru a realiza conformitatea cu cerințele produsului;
- mediul de lucru, necesar pentru a realiza conformitatea cu cerințele produsului.

Realizarea produsului. Un produs "demarează" ca o idee. Realizarea produsului se referă la ansamblul proceselor utilizate pentru a crea produsul.
Inițial este necesară planificarea realizării produsului, proces care are ca rezultat documentul numit planul calității; acesta descrie modul de aplicare a SMC la procesele de realizare a produsului.
Procesele referitoare la relația cu clientul se desfășoară cu angajamentul direct al managementului de la cel mai înalt nivel.
Proiectarea și dezvoltarea produsului este următoarea etapă în procesul global de realizare a produsului și cuprinde:
- planificarea proiectării și dezvoltării produsului, cu precizarea etapelor de proiectare/dezvoltare;
- analiza, verificarea și validarea fiecărei etape;
- stabilirea responsabilităților și autorității pentru proiectare și dezvoltare.

Termenii „proiectarea și dezvoltarea produsului” au următoarele semnificații: proiectarea creează soluția conceptuală a produsului, iar dezvoltarea transformă soluția într-un model funcțional complet.
Planificarea proceselor de realizare a produsului cuprinde următoarele:
- stabilirea obiectivelor calității și a cerințelor pentru produs;
- stabilirea proceselor și documentelor necesare, necesitatea alocării resurselor pentru a asigura aplicarea cerințelor pentru produs;
- activitățile pentru verificarea, validarea, monitorizarea, inspecția și încercările produsului, precum și criteriile de acceptare a produsului;
- disponibilitatea înregistrărilor corespunzătoare și necesare.

Procesul de aprovizionare este o etapă premergătoare procesului de producție al produsului de realizat. Este necesar să fie stabilite cerințele de aprovizionare care se referă la:
- cerințe pentru aprobarea produsului de aprovizionat, a procedurilor, proceselor și echipamentelor furnizorului;
- cerințe pentru calificarea personalului;
- cerințe pentru sistemul de management al calității, al furnizorului.

Organizația trebuie să specifice și să implementeze inspecțiile sau alte verificări necesare ale produsului aprovizionat.
Procesul de producție și procesul de furnizare a serviciului. Organizația trebuie să proiecteze procesul de producție al produselor de tip „produs material”, respectiv procesul de furnizare a unui serviciu, în condiții controlate. Condițiile controlate includ: disponibilitatea informațiilor despre caracteristicile produsului, disponibilitatea instrucțiunilor de lucru pentru operații și procese, disponibilitatea echipamentelor, a dispozitivelor de măsurare și monitorizare, implementarea activităților de livrare și post-livrare.
Organizația trebuie să valideze procesele de producție, respectiv de furnizare de servicii, în sensul de a se demonstra capabilitatea acestor procese de a obține rezultatele planificate. Organizația trebuie să mențină identificarea și trasabilitatea produsului pe durata realizării acestuia, atunci când este necesar. Este necesar să fie asigurată păstrarea produsului, care se referă la identificarea, manipularea, depozitarea și protecția acestuia. Dintre activitățile desfășurate ca și cerințe ale SMC, în timpul desfășurării procesului de producție, fac parte și ținerea sub control a dispozitivelor de măsurare și de monitorizare, care implică identificarea, etalonarea sau verificarea, protejarea acestora împotriva deteriorării.
Măsurarea, analiza și îmbunătățirea este o etapă importantă în analiza performanțelor SMC implementat, având ca obiective demonstrarea conformității produsului, asigurarea conformității SMC și îmbunătățirea eficacității SMC. Procesele corespunzătoare acestei etape sunt:
- monitorizarea și evaluarea proceselor SMC urmărește utilizarea metodelor care să demonstreze capabilitatea proceselor SMC de a obține rezultatele planificate;
- monitorizarea și evaluarea produselor trebuie trebuie efectuată în timpul procesului de realizare a produsului, pentru verificarea îndeplinirii cerințelor specificate pentru produs. Trebuie menținute dovezile conformității cu cerințele de acceptare;
- auditul intern (vezi secțiunea "Auditul intern al sistemului de management al calității", în acest articol);
- ținerea sub control a produselor neconforme. Este necesară elaborarea de proceduri documentate pentru identificarea și prevenirea utilizării, livrării sau procesării neintenționate (inadvertente) a produselor neconforme;
- analiza datelor trebuie să demonstreze eficacitatea și posibilitățile de îmbunătățire continuă a eficacității. Datele rezultă din activitățile de monitorizare și evaluare;
- îmbunătățirea continuă a eficacității SMC este posibilă prin stabilirea și aplicarea acțiunilor corective pentru eliminarea cauzelor neconformităților, precum și prin aplicarea de acțiuni preventive pentru a preveni apariția neconformităților potențiale. Trebuie menținute înregistrări ale rezultatelor acțiunilor corective și preventive întreprinse. Problematica îmbunătățirii continue este dezvoltată pe larg în secțiunea "Îmbunătățirea calității".

## Termeni referitori la sistemul de management al calității
Sistemul de management al calității reprezintă ansamblul de structuri organizatorice, responsabilități, proceduri, procese și resurse, care are ca scop ținerea sub control a unei organizații în domeniul calității. SMC este un set de elemente intercorelate sau care interacționează, pe care le utilizează o organizație pentru a conduce și a ține sub control modul în care sunt implementate politicile referitoare la calitate și sunt atinse obiectivele calității.
Un obiectiv al calității reprezintă ceea ce se urmărește sau spre care se tinde, referitor la calitate. În general, obiectivele calității se bazează pe politica organizației referitoare la calitate și trebuie să fie măsurabile.
Politica referitoare la calitate reprezintă intențiile și orientările generale ale unei organizații, referitoare la calitate, așa cum sunt exprimate oficial de managementul de la cel mai înalt nivel. Politica și obiectivele calității sunt stabilite pentru a fixa o axă de orientare a organizației.
Managementul calității include toate activitățile pe care organizațiile le desfășoară pentru a conduce, a ține sub control și a coordona calitatea. Acestea includ formularea politicii calității și a obiectivelor calității, planificarea calității, controlul calității, asigurarea calității și îmbunătățirea calității.
Planificarea calității este partea managementului calității concentrată pe stabilirea obiectivelor calității și care specifică procesele operaționale necesare și resursele aferente pentru a îndeplini obiectivele calității.
Controlul calității este partea managementului calității concentrată pe îndeplinirea cerințelor referitoare la calitate, în timpul operațiunilor procesului.
Asigurarea calității este partea managementului calității concentrată pe furnizarea încrederii că cerințele referitoare la calitate vor fi îndeplinite.
Îmbunătățirea calității este partea managementului calității concentrată pe creșterea abilității de a îndeplini cerințele referitoare la calitate. Sintagma „îmbunătățirea continuă a calității” este utilizată atunci când îmbunătățirea calității este progresivă și organizația urmărește oportunități de creștere.

## Documentația sistemului de management al calității
Pentru definirea și implementarea sistemului de management al calității într-o organizație este necesară elaborarea unei documentații, cerință a standardului SR EN ISO 9001:2008. Această documentație trebuie să includă un set de documente din care fac parte:
- declarația documentată referitoare la politica în domeniul calității și obiectivele calității;
- manualul calității : documentul care descrie sistemul de management al calității dintr-o organizație. Conținutul manualului calității este format din totalitatea procedurilor documentate și instrucțiunilor de la toate compartimentele funcționale ale organizației. Acest manual definește scopul SMC și descrie interacțiunea dintre procesele SMC;
- planul calității : documentul care specifică ce proceduri și resurse asociate trebuie aplicate, de cine și când pentru un anumit produs, proces sau contract. Planul calității descrie standardele, practicile calității, resursele și procesele pertinente pentru un produs, serviciu sau proiect specifice;
- proceduri documentate : documente în care se descriu modurile specificate de efectuare a unei activități sau a unui proces. Procedura conține un ansamblu de reguli scrise, specifice unei activități, unui sector, unei operații de obținere sau de inspecție (control), de încercare etc.;
- instrucțiuni de lucru: descriu modul de efectuare a tuturor lucrărilor care ar putea fi influențate defavorabil de lipsa unor astfel de instrucțiuni;
- formulare: documente elaborate și menținute pentru a înregistra datele care demonstrează conformitatea cu cerințele sistemului de management al calității;
- specificații : documente care formulează cerințe;
- linii directoare : documente care stabilesc recomandări sau sugestii;
- documente externe : pot include desene ale clientului, specificații, cerințe legale și de reglementare, standarde, coduri și manuale de mentenanță;
- înregistrări : documente prin care se menționează rezultatele obținute sau se furnizează dovezi că activitățile au fost realizate.Înregistrările pot fi folosite, de exemplu, pentru a arăta că verificările au fost efectuate și că acțiunile preventive și corective au fost întreprinse;
- alte documente necesare organizației pentru a demonstra eficacitatea planificării, operării și controlului proceselor, cum sunt: planuri de inspecții și încercări, schema fluxului procesului, diagrama fluxului (flowchart- l.engl.).

## Îmbunătățirea calității
Dintre procesele manageriale componente ale managementului calității, îmbunătățirea calității (quality improvement- l.engl.) are un rol dominant în reducerea costurilor și în creșterea economică a organizațiilor.
Obiective ale proceselor de îmbunătățire pot fi:
- obținerea satisfacției clienților;
- îmbunătățirea continuă a calității produselor/serviciilor;
- îmbunătățirea eficacității și eficienței proceselor din întreaga organizație;
- reducerea pierderilor datorate non-calității.

Oportunitățile de îmbunătățire pot fi identificate prin feedback-ul de la clienți, prin audituri și analize ale SMC sau/și pe baza concluziilor măsurării și monitorizării proceselor.
La baza definițiilor îmbunătățirii calității se află conceptele formulate de J. M. Juran (1986) , conform cărora procesul de îmbunătățire a calității este suprapus peste procesul de control al calității, fiind implementat suplimentar față de controlul calității și nu în locul acestuia.
Pentru îmbunătățirea calității trebuie să se parcurgă următorii pași :
- dovedirea necesității de îmbunătățire a calității;
- identificarea proiectelor specifice de îmbunătățire;
- organizarea echipelor de lucru pentru ghidarea fiecărui proiect;
- diagnosticarea cauzelor apariției defectelor;
- stabilirea remediilor necesare pentru eliminarea cauzelor defectelor;
- justificarea eficacității aplicării acestor remedii;
- aplicarea opțiunilor de îmbunătățire și controlul noilor proceduri de lucru, pentru ca beneficiile să continue în viitor.

Metode și tehnici pentru îmbunătățirea calității. Sunt cunoscute sub denumirea de "instrumentele managementului calității", fiind utilizate pentru rezolvarea etapelor procesului de îmbunătățire.
Se deosebește un grup de instrumente clasice (tradiționale) ale calității, denumite și instrumente "de prima generație" și un grup de "instrumente noi", care constituie "cea de-a doua generație". Instrumentele clasice se bazează pe metode statistice de control și implică cunoștințe de statistică pentru tratarea datelor numerice. Instrumentele clasice ale calității sunt:
- diagrama Pareto;
- diagrama "cauză-efect" (diagrama Ishikawa);
- histograma;
- fișa de inspecție;
- diagrama de corelație;
- fișa de urmărire a datelor;
- grafice pentru reprezentarea datelor;

- diagrame de control[10], de exemplu: diagrama Xm-R, diagrama p, diagrama np etc.

Instrumentele clasice pot rezolva cea mai mare parte dintre problemele calității și se utilizează pentru :
- ordonarea și sintetizarea datelor referitoare la calitate;
- luarea deciziilor asupra calității loturilor de produse (piese), pe baza analizei eșantionului prelevat;
- controlarea stabilității unui proces, în scopul atingerii nivelului de calitate impus.

Cele șapte instrumente noi, adaptate la rezolvarea problemelor de management, sunt denumite și "instrumente pentru managementul calității și au fost create de specialiștii japonezi, în decada anilor 1970. Prezentate în 1977 de către JUSE (Japanese Union of Scientists and Engineers), cele șapte instrumente noi au fost aplicate în numeroase întreprinderi japoneze și apoi au început să fie utilizate în SUA în 1986, iar în Europa începând din 1988.
Cele șapte instrumente noi sunt următoarele:
- diagrama afinităților ("diagrama KJ", elaborată de Kawakita Jiro);
- diagrama de relații;
- diagrama-arbore;
- diagrama matricială;
- diagrama săgeților (diagrama PERT -Program evaluation and review technique);
- diagrama deciziilor de acțiune (PDPC - Process Decision Program Chart);
- analiza factorială a datelor (matrix data analysis).

Cele șapte instrumente noi ale managementului calității sunt folosite pentru tratarea datelor nenumerice, pentru identificarea cauzelor posibile ale problemelor de calitate și stabilirea soluțiilor de rezolvare a problemelor; sunt utilizate pentru a găsi răspunsuri la întrebările: cine, ce, unde, când, cum, de ce. Cele șapte instrumente clasice și cele șapte instrumente noi sunt complementare și se recomandă utilizarea ambelor categorii.
Alte metode de îmbunătățire a calității. Pentru identificarea oportunităților de îmbunătățire a calității și a soluțiilor necesare au fost elaborate și alte metode, cum sunt:
- QFD -Desfășurarea Funcției Calității, cunoscută și sub denumirea de "Casa calității";
- Kaizen -strategie japoneză care în traducere aproximativă înseamnă "îmbunătățire continuă" (KAI = a schimba, ZEN =mai bine);
- FMEA (Failure mode and effects analysis -Analiza modurilor de defectare și a efectelor lor); în limba franceză: AMDEC. O extindere a acesteia este FMECA în care s-a adăugat și analiza criticității defectelor;
- Metoda Six Sigma (în l. română -"Șase sigma"); această metodă combină metodele Controlului Statistic al Procesului, Proiectarea experimentelor (DOE - Design of Experiments) și FMEA într-un cadru general de îmbunătățire continuă a calității;
- Ciclul PDCA -(Plan-Do-Check-Act), denumit și ciclul Deming; a fost conceput și reprezentat grafic de W.E.Deming și este considerat ciclul de bază al oricărei acțiuni de îmbunătățire;
- Analiza câmpului de forțe (Force field analysis -l.engl.) -metodă utilizată pentru identificarea forțelor pozitive și forțelor negative care influențează o problemă. Originea acestei metode este atribuită lui Kurt Lewin (1890-1947), un psiholog germano-american.
- Metodele Taguchi -bazate pe metode statistice; acestea includ construirea calității prin proiectarea robustă a produselor, funcția de pierdere a calității (quality loss function) și specificații-țintă ale caracteristicilor de calitate[13]

Metodele Taguchi au condus la dezvoltarea Sistemului Taguchi al Ingineriei Calității;
- Cercurile calității sau "cercurile de control al calității" -grupuri de salariați voluntari pentru rezolvarea problemelor în grup; au apărut în Japonia începând cu anul 1957.

Organizațiile trebuie să examineze cu atenție care dintre metodele de îmbunătățire să fie adoptate și firește că nu se pune problema să fie adoptate toate metodele menționate.
Standardul SR EN ISO 9004:2001 prezintă unele linii directoare pentru metodele de îmbunătățire a calității.

## Auditul intern al sistemului de management al calității
Auditul este un proces sistematic, independent și documentat în scopul obținerii de dovezi de audit și evaluarea lor, pentru a determina măsura în care sunt îndeplinite criteriile de audit. Criteriile de audit reprezintă ansamblul de politici, proceduri sau cerințe utilizate ca referință. Există trei tipuri de audit: audit de primă parte (audit intern), audit de secundă parte și audit de terță parte. Auditurile de secundă parte și de terță parte sunt audituri externe.
Auditul intern este organizat, de regulă, cu personalul propriu al organizației și poate confirma echipei manageriale că SMC este implementat și funcționează eficient. Organizația trebuie să efectueze audituri interne, la intervale planificate, iar aceste audituri trebuie să se desfășoare conform unor proceduri documentate.Procedura managementului calității referitoare la audituri interne descrie următoarele aspecte:
- cuprinsul, frecvența și metodele auditurilor;
- responsabilitățile pentru realizarea auditurilor;
- regulile privind înregistrările rezultatelor auditurilor interne și raportarea către conducerea de vârf.

Procesul de auditare cuprinde patru etape:
- pregătirea auditului sistemului calității;
- efectuarea auditului;
- elaborarea raportului de audit care include constatările auditului;
- urmărirea acțiunilor corective.

Constatările auditului pot indica fie conformitatea sau neconformitatea cu criteriile auditului, fie oportunități de îmbunătățire.
Rezultatele acestor audituri, furnizate de echipa de audit, trebuie documentate, iar acțiunile corective propuse și implementate pentru eliminarea cauzelor neconformităților trebuie verificate.
Auditurile de secundă parte sunt efectuate de clienții organizației. Auditurile de terță parte sunt efectuate de organizații externe independente (care nu sunt interesate). Astfel de organizații , acreditate, furnizează certificarea sau înregistrarea conformității cu cerințele standardului SR EN ISO 9001:2008.

## Certificarea sistemului de management al calității
Certificarea SMC se efectuează în scopul de a se asigura încrederea că organizația este capabilă să livreze/presteze produse/servicii pe baza unor standarde de calitate internaționale (ISO) sau a altor documente normative. Certificarea sistemelor de management al calității se efectuează la nivel național sau internațional de către un organism de certificare recunoscut (acreditat), pe baza standardelor ISO 9000 și a unor standarde specifice domeniului. Ca urmare a certificării se realizează atât scopuri externe (satisfacția clienților, publicitate, aliniere la directive comunitare etc.), cât și scopuri interne (realizarea obiectivelor calității, creșterea eficacității și eficienței SMC, performanțe etc.).
Metodologia certificării sistemelor de management al calității (auditul de certificare) implică următoarele etape principale:
- pregătirea auditului de certificare;
- examinarea documentelor SMC;
- efectuarea auditului de certificare;
- acordarea certificatului și supravegherea respectării condițiilor certificării (de exemplu, anual sau de două ori pe an).

Certificarea calității se face prin acordarea "Certificatului de conformitate" și a "Certificatului de capabilitate".
Certificatul de conformitate este un document eliberat conform regulilor unui sistem de certificare prin care se confirmă că produsul, procesul sau serviciul certificat este conform standardelor ISO sau conform normelor Comunității Economice Europene (EN). Certificatul de capabilitate este un document eliberat de experții ASRO (Asociația Română pentru Standardizare) care atestă că producătorul are condiții organizatorice, dotare cu mijloace de producție și personal pentru a reproduce în serie produsele care au primit certificatul de conformitate.
Există și posibilitatea de a nu se acorda certificarea, dacă SMC implementat nu satisface cerințele standard sau dacă nu pot fi aplicate acțiuni corective care să înlăture neconformitățile majore.
În România cel mai important organism de certificare este Societatea Română pentru Asigurarea Calității (SRAC).

## Opt principii de management al calității
Managementul calității se bazează pe opt principii:
- orientarea către clienți;
- leadership;
- implicarea personalului;
- abordarea ca proces;
- abordarea managementului ca sistem;
- îmbunătățirea continuă;
- managementul pe bază de fapte;
- relații cu furnizorii reciproc avantajoase.

Aceste opt principii de management al calității stau la baza cerințelor standardelor referitoare la sisteme de management al calității. Utilizarea eficientă a acestor opt principii de management de către o organizație va asigura avantaje cum sunt: beneficii financiare mai mari, crearea de valoare, o stabilitate mai mare.
Practica managementului calității în învățământul superior este analizată pe larg de Becket și Brookes (2008)